# Henri Gatien Bertrand
Henri Gatien Bertrand, född 28 mars 1773 i Châteauroux, död 31 januari 1844, var en fransk greve och general.
Bertrand tog som frivillig värvning vid ingenjörstrupperna och avancerade snabbt. Han medföljde 1797 Napoleons expedition till Egypten och befordrades tack vare sina förtjänster till överste och kort därefter till brigadgeneral. Han deltog sedan i nästan alla Napoleon I:s fälttåg, och bidrog kraftigt till segrarna i slaget vid Austerlitz och Slaget vid Friedland och blev därefter Naopoleons personlige adjutant. Det var Bertrand som konstruerade flotten där mötet i Tilsit ägde rum 1807. 
Betrand hade en väsentlig del i segern vid Wagram, där han genom sina brobyggnader möjliggjorde franska arméns övergång av Donau, vilket senare belönade honom med grevetitel. I det tyska fälttåget 1812 spelade Bertrand ingen framträdande roll, men under kampanjen 1813 bidrog han till segrarna vid Lützen och Bautzen, och efter nederlaget vid Leipzig betäckte han återtåget och vann ära genom sitt försvar av Hanau. Han följde 1814 Napoleon till Elba, och återvände med honom under de hundra dagarna och delade hans landsflykt på S:t Helena efter slaget vid Waterloo. 
Vid Napoleons död återvände Bertrand till Frankrike, sedan Ludvig XVIII upphävt en mot honom i hans frånvaro fälld dom. I Pärskammaren kämpade han för tryckfrihetens utvidgande. Bertrand följde 1840 prinsen av Joinville till S:t Helena, då denne hämtade Napoleons lik till Frankrike. 
Bertrand fick stor popularitet i Frankrike genom sin trohet mot kejsaren, särskilt sedan Napoleonkulten börjat återupplivas. Hans berättelse från det egyptiska fälttåget, Sur la campagne d'Égypte et de Syrie, grundad på samtal med Napoleon, utgavs 1847 av hans söner.
Bertrand var gift med Fanny och makarna hade sex barn. Ett barn föddes på Elba, ett annat på S:t Helena. Han skrev dagbok och Breven till Fanny har publicerats. 
Bertrand ligger begraven i Invaliddomen i Napoleons närhet.